# Teatro de operações do Oriente Médio na Primeira Guerra Mundial
O teatro de operações do Oriente Médio na Primeira Guerra Mundial foi disputado entre as Potências Aliadas, particularmente os impérios britânico e russo de um lado, e as chamadas Potências Centrais, especialmente o Império Otomano e uma missão militar alemã no outro. O lado dos Aliados na região também incluiu os árabes, que participaram na chamada Revolta Árabe e na Campanha do Sinai e Palestina, e os armênios, que estabeleceram a República Democrática da Armênia depois da Revolução Russa de 1917.
As batalhas no teatro do Oriente Médio se iniciaram em 29 de outubro de 1914, e as hostilidades cessaram em 30 de outubro de 1918, com a assinatura de um tratado de paz em 10 de agosto de 1920; foi o maior dos teatros de operação da Primeira Guerra, e foi composto de quatro campanhas principais: a Campanha do Sinai e da Palestina, a Campanha da Mesopotâmia, a Campanha do Cáucaso e a Batalha de Galípoli (ou Batalha dos Dardanelos). Campanhas menores ocorreram na Arábia, em Áden e na Pérsia.